# Седмо небо
Седмо небо (енгл. 7th Heaven) је америчка телевизијска серија, која се снимала од 1996. до 2007. године. Прво приказивање имала је 26. августа 1996. на телевизији The WB, а последње 13. маја 2007. на телевизији The CW. Седмо небо је најгледанија и најдужа серија коју је The WB икада приказивала.
Серија је добила име по седам чланова породице Кемден, а касније по седморо деце Кемденових.

## Глумци

### Породица Кемден
- Стивен Колинс (енгл. Stephen Weaver Collins) као Пречасни Ерик Кемден (1996—2007)
- Катрин Хикс (енгл. Catherine Hicks) као Ени Кемден (1996—2007)
- Бери Вотсон (енгл. Barry Watson) као Мет Кемден (1996—2006, 2007)
- Дејвид Гелеџер (енгл. David Gallagher) као Сајмон Кемден (1996—2007)
- Џесика Бил (енгл. Jessica Biel) као Мери Кемден-Ривер (1996—2003, 2006, 2007)
- Беверли Мичел (енгл. Beverley Mitchell) као Пречасна Луси Кемден-Кинкирк (1996—2007)
- Макензи Росман (енгл. Mackenzie Rosman) као Рути Кемден (1996—2007)
- Николас Брино (енгл. Nikolas Brino) као Сем Кедмен (2001—2007)
- Лоренцо Брино (енгл. Lorenzo Brino) као Дејвид Кемден (2001—2007)
- Срећка као пас Срећка (1996—1997)

## Прича
Серија прати живот породице Кемден (енгл. Camden) у градићу Гленоук, Калифорнија, САД. Пречасни Ерик Кемден (енгл. Eric Camden)ради као свештеник у цркви у Гленоуку. Ожењен је Ени (енгл. Annie), и они имају седморо деце - Мета (енгл. Matt), Мери (енгл. Mary), Луси (енгл. Lucy), Сајмона (енгл. Simon), Рути (енгл. Ruthie) и близанце Сема и Дејвида (енгл. Sam and David), коју одгајају у протестантском духу. 
Серија се труди да прикаже моралне вредности живота, и свака епизода носи неку одређену поуку. Седмо небо такође приказује разне проблеме друштва и људи. Серија је такође врло реална, што показује чињеница и да Кемденови понекад имају породичних и финансијских проблема.